# アルベルト・ブエノ
アルベルト・ブエノ・カルボ（Alberto Bueno Calvo (スペイン語発音: [alˈβeɾto ˈβweno], 1988年3月20日 - ）は、スペイン・マドリード出身の元サッカー選手。現役時代のポジションはフォワード。

## 経歴

### クラブ経歴
2001年にレアルマドリード・インファンティルAに入団、以後順調にステップアップ。2003-04シーズンに飛び級でフベニルAにステップアップ。2005-06シーズンにはフベニルAで同い年のフアン・マタとコンビを組み二人合計61ゴール(ブエノ37ゴール、マタ24ゴール)という驚異的な数字を叩き出しブレイク。2006-07シーズンにはレアル・マドリード・カスティージャに昇格した。主にカスティージャでプレイしていたが、2008年11月11日のスペイン国王杯のレアル・ウニオン戦でトップチーム初得点を決めている。11日後のレクレアティーボで後半にラウル・ゴンサレスに代わり途中出場しリーガ・エスパニョーラ初出場を果たした。カスティージャではマタ、アルバロ・ネグレド、アドリアン、エステバン・グラネロ等とプレーした。
2009年7月、レアルの新銀河系軍団発足によりトップチームでのプレーが絶望的になりレアル・バリャドリードへ5年契約で移籍した。この契約には最初の2年間はレアル・マドリードが買い戻しできるオプションがついている。2010年8月、ダービーへレンタル移籍。
2015年5月25日、FCポルトに5年契約で移籍した。
2018年1月9日、マラガCFにシーズン終了までの期限付き移籍で加入。
2019年1月26日、ボアヴィスタFCにシーズン終了までの期限付き移籍で加入。その後完全移籍となった。
2021年1月、ヴォロスNPSに移籍。シーズン終了後、イオニコスFCに移籍。

### 代表経歴
スペイン代表としてはUEFA U-19欧州選手権2006ではカンテラ時代の同胞マタ、グラネロ、アントニオ・アダンやバルセロナのジェラール・ピケ、ジェフレン・スアレス、スポルティング・ヒホンのカネージャ、セビージャ・アトレティコのマルク・バリエンテなどと超豪華メンバーで出場し優勝。また自身は5ゴールをあげ大会得点王となった。その後カナダで行われた2007 FIFA U-20ワールドカップにも出場している。

## タイトル
- 2005-06　U-19欧州選手権　優勝